# Przetrwała błona źrenicza

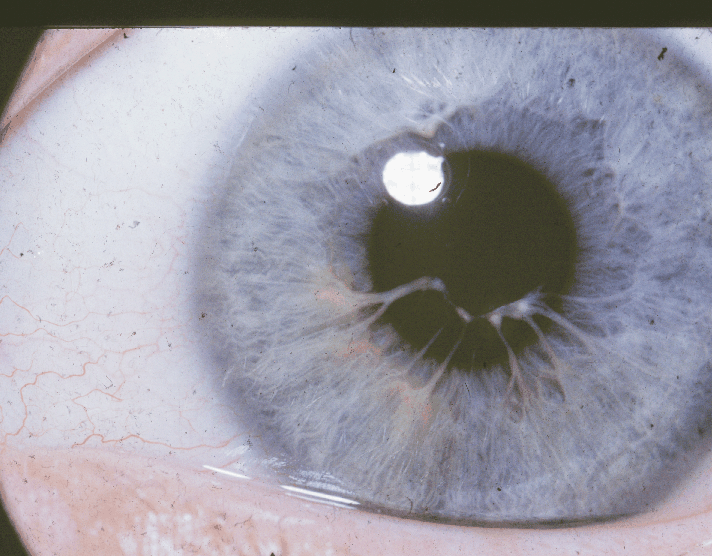
Przetrwała błona źrenicza.

Przetrwała błona źrenicza (ang. persistent pupillary membrane, PPM) – wada wrodzona, w której oko zawiera przetrwałe elementy płodowej błony źreniczej w postaci pasm tkanki przechodzących nad otworem źrenicznym.
W życiu płodowym ssaków błona źrenicza odżywia soczewkę oka. Prawidłowo, błona ta ulega zanikowi od momentu narodzin do 4-8 tygodni; fragmenty błony stwierdzano u 95% zdrowych noworodków. PPM oznacza sytuację, gdy zanik po tym okresie jest niedokonany i pozostały fragmenty tej błony; są one czasem przyczepione do rogówki lub soczewki, ale najczęściej do tęczówki. Powikłaniem przetrwałych zrostów z rogówką może być jej niewielkie zmętnienie, podczas gdy przyczepione pasma do soczewki objawiają się jako niewielka zaćma. Wada ta jest jednak najczęściej bezobjawowa. Rozpoznanie stawiane jest na podstawie badania w lampie szczelinowej. Miejscowo stosowana atropina powoduje rozszerzenie źrenicy, co niekiedy wystarcza aby przerwać zrosty.
Opisywano rodzinne występowanie PPM. PPM stanowi też część obrazu klinicznego zespołu Axenfelda-Riegera.